# Metal Guru
Metal Guru är en rocklåt utgiven av glamrockgruppen T. Rex. Den skrevs av Marc Bolan, och inspelningen producerades av Tony Visconti. Låten blev gruppens fjärde etta på brittiska singellistan, men också den sista att nå den positionen. Låten blev också etta i Irland och Västtyskland. Metal Guru ingick på studioalbumet The Slider där den var första spår.

## Listplaceringar
| Lista (1972)   | Position       |
| -------------- | -------------- |
| Australien     | 8 (Go Set)     |
| Finland        | 22             |
| Frankrike      | 29             |
| Irland         | 1              |
| Kanada         | 45             |
| Norge          | 4 (VG-lista)   |
| Nya Zeeland    | 7 (NZ Listner) |
| Storbritannien | 1              |
| Sverige        | 8 (Tio i topp) |
| Västtyskland   | 1              |